# 巴蘭涅
50°10′49″N 25°16′51″E / 50.18028°N 25.28083°E
巴蘭涅（烏克蘭語：Баранне），是烏克蘭西北部的村莊，隸屬里夫內州的杜布諾區。該村始建於1589年，面積0.58平方公里，海拔高度215米，2001年該村落人口384。